# Маркус Макеленні
Маркус Макеленні  (англ. Marcus McElhenney, 27 липня 1981) - американський веслувальник, олімпійський медаліст.

## Виступи на Олімпіадах
| Олімпіада  | Дисципліна                     | Місце |
| ---------- | ------------------------------ | ----- |
| Пекін 2008 | вісімка розстібна зі стерновим | 3     |